# Outarelo (El Barco de Valdeorras)
Outarelo es un lugar situado en la parroquia de O Castro de Valdeorras, del municipio de El Barco de Valdeorras, en la provincia de Orense, Galicia, España.

## Patrimonio
Consta de una capilla dedicada a Francisco Blanco, construida en 1920 sobre un templo anterior, originario de 1615. En el templo se conserva el cráneo del santo, traído de la mano de Andrés de Prada, originario de este lugar y secretario del rey Felipe III. Creó el tanatorio en su ciudad natal, pero al morir sin descendencia lo heredó su sobrino Diego de Prada y González, segundo señor de la Casa de Outarelo.